# Bernd Lippold
Bernd Lippold (* 4. Januar 1957) ist ein deutscher ehemaliger Fußballspieler.

## Sportliche Laufbahn
Schon vor seinem 20. Geburtstag hatte Bernd Lippold mit der 2. Mannschaft der BSG Wismut Aue, für die der Abwehrspieler seit 1965 am Ball war, in der Ligasaison 1975/76 des DDR-Fußballs erstmals in der zweithöchsten Spielklasse gespielt. Nach der Herauslösung der 2. Mannschaften der Oberliga-Clubs und -Gemeinschaften aus dem regulären Ligabetrieb im Sommer 1976 gehörte Lippold bei den Veilchen zu jenem Team, das in der separat ausgetragenen Nachwuchsoberliga vertreten war.
Zu Beginn der Spielzeit 1980/81 in der Oberliga rückte der Elektromonteur in das Erstligaufgebot des dreimaligen DDR-Meisters. Am 24. Spieltag der Vorsaison hatte die 1,78 Meter große Defensivkraft bereits gegen die BSG Sachsenring Zwickau sein Punktspieldebüt in der 1. Mannschaft der Auer gegeben. In der 67. Minute wurde er beim 2:1-Heimsieg in der 67. Minute für Hans Schykowski im Derby eingewechselt.
Seinen Abschied aus der ostdeutschen Eliteliga nach insgesamt 33 Matches gab Bernd Lippold am letzten Spieltag der Saison 1983/84 bei einer 0:3-Auswärtsniederlage beim FC Hansa Rostock. In der Folgespielzeit, in der die Auer unter Trainer Hans-Ulrich Thomale mit Platz 4 die Qualifikation für den UEFA Cup erreichten, wurde der Abwehrmann nicht mehr eingesetzt.
In der gemeinsamen Saisonvorschau von fuwo – Die neue Fußballwoche und Deutschem Sportecho für das Spieljahr 1985/86 erschien Bernd Lippold bei den Auern als Abgang in Richtung BSG Wismut Gera, im Aufgebot des Zweitligisten aber weder als Neuzugang noch als Kadermitglied. Nach Angaben von Hanns Leske war der ehemalige Oberligaspieler nach seinem einjährigen Gastspiel bei Wismut Gera noch bei der BSG Elektronik Gera, mit der Lippold 1988 in die Geraer Bezirksliga aufgestiegen sein soll, sowie beim FSV Zwickau und beim VFC Plauen aktiv.